# Юлія Гартвіг

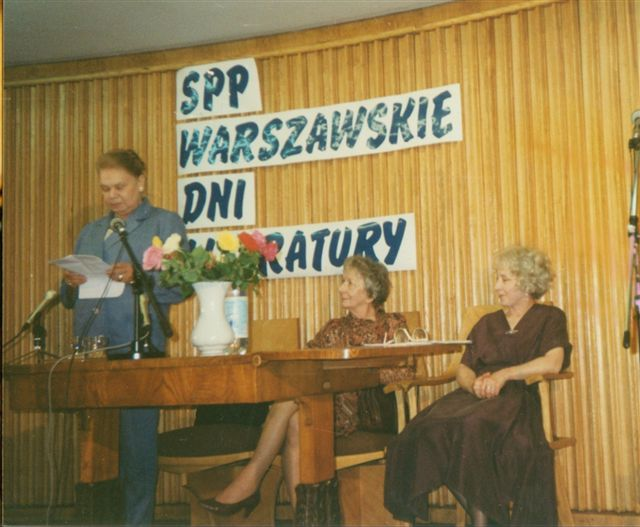
Юлія Гартвіг, Віслава Шимборська та Анна Полонь – одна із зустрічей, організованих Асоціацією польських письменників, Варшава, 8 травня 1993 р.

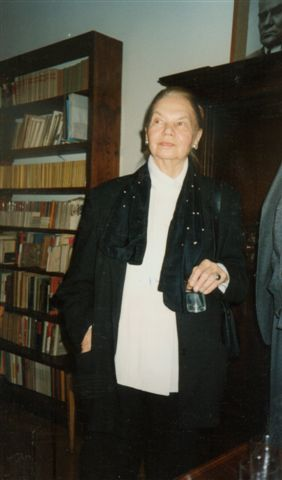
Юлія Гартвіг – Польський ПЕН-клуб, Варшава, 9 грудня 1996 р.

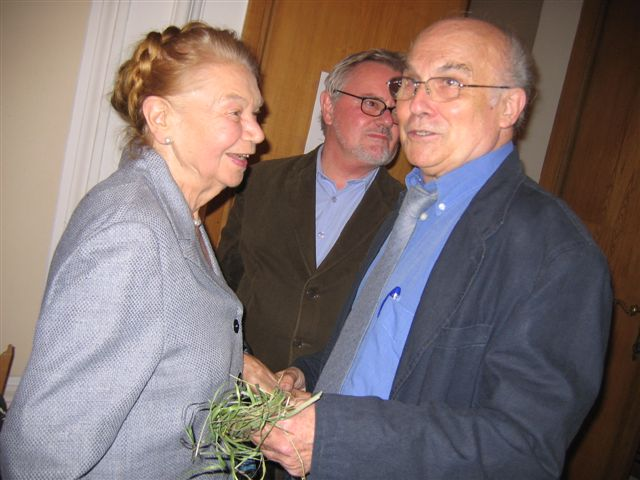
Юлія Хартвіг, Андерс Бодегорд, Ришард Капусцінський (2006)

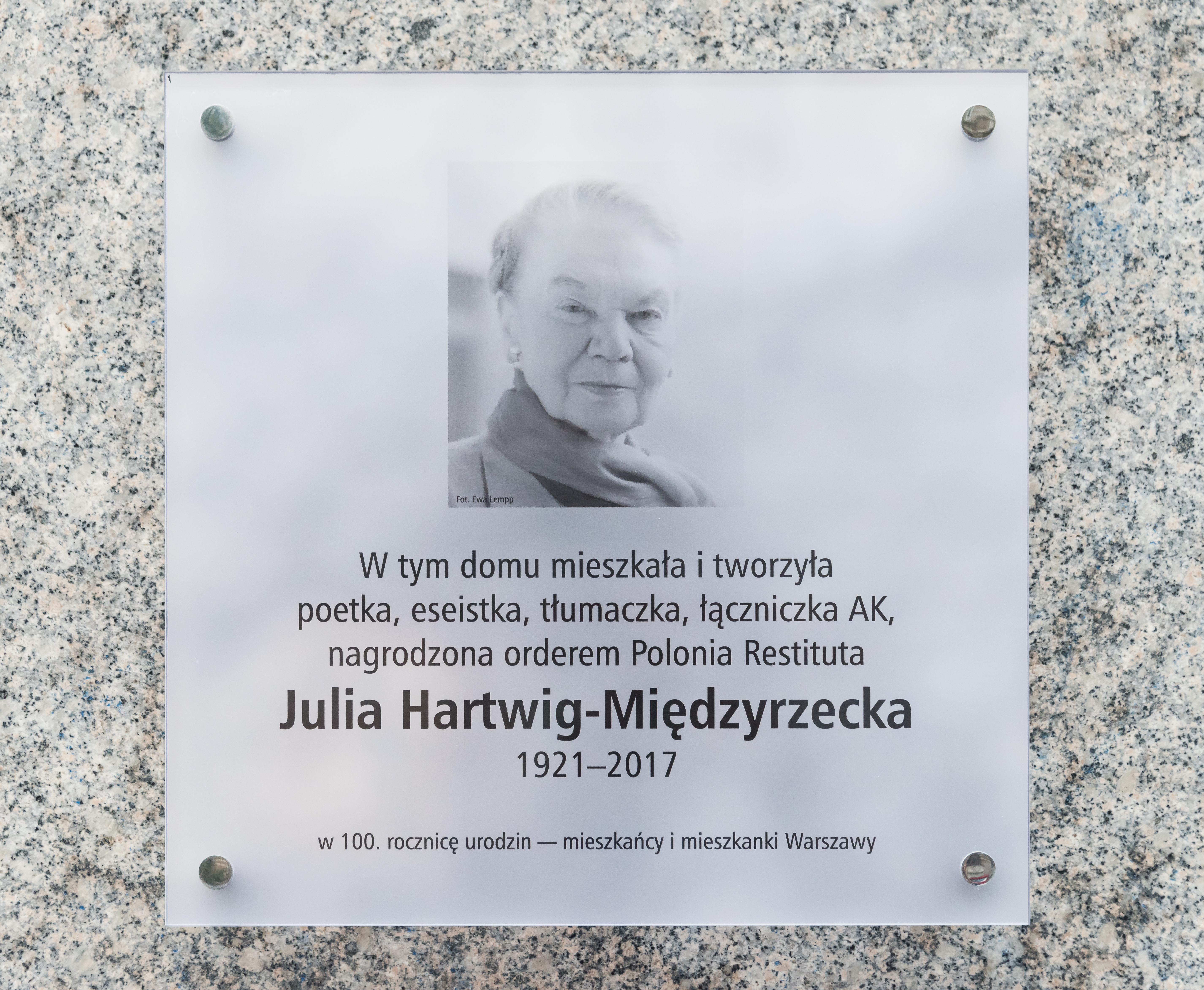
Пам’ятна дошка на будинку по вул. Marszałkowska 68/70 у Варшаві

Юлія Гартвіг-Мєндзижецька (пол. Julia Hartwig-Międzyrzecka)  (Julia Hartwiżanka ; нар. 14 серпня 1921, Люблін, пом. 13 липня 2017, Гулдсборо ) — польська поетеса та есеїстка, перекладачка художньої літератури з французької та англійської мов, член польського ПЕН-клубу з 1963 року.

## Біографія
Донька фотографа Людвіка Гартвіга та Марії Бірюков, сестра Едварда, фотографа, та Валенті, лікаря. Навчалася в гімназії імені Люблінської унії в Любліні (матура в 1939). У 1936 році опублікувала свій перший вірш у шкільній газеті «На сонці». Під час Другої світової війни була зв’язковою Армії Крайової та учасницею підпільного культурного життя. Вивчала полоністику та романистику в Таємному Варшавському університеті (1942–1944), Варшавському університеті (1946) і Люблінському католицькому університеті. У 1947–1950 роках вона жила у Франції, де була стипендіатом французького уряду та чиновником відділу культури польського посольства в Парижі, у цей час була пов’язана з Ксаверієм Прушинським та Зигмунтом Калужинським . Потім мешкала у Варшаві. У 1952–1969 роках була автором радіоп'єс, які звучали на Польському радіо .
У 1954 році вийшла заміж за Артура Мєндзижецького . У 1970–1974 роках подружжя жило в США, де Хартвіг була учасницею Міжнародної письменницької програми, а потім викладачкою в Університеті Дрейка . Вона також читала лекції в Оттавському університеті (1971) і Карлтонському університеті (1973) в Канаді. У 1976 році підписала « Меморіал 101 ». У 1979 році вона знову залишилася в США на запрошення Державного департаменту. У 1989 році була членом Громадянського комітету голови NSZZ «Солідарність» Леха Валенси .
Публікувала свої вірші та статті в журналах: «Oddrożenie», «Nowa Kultura», «Świat», «Nowe Książki», «Poezja», «Tygodnik Powszechny», «Twórczość», «Kresy», «NaGłos», « Zeszyty Literackie», «Odra», «Więź», «Art Quarterly».
Переклала польською мовою твори таких письменників, як: Гійом Аполлінер, Аллен Гінзберг, Макс Якоб, Блез Сендрарс, П’єр Реверді, Маріанна Мур, Вільям Карлос Вільямс .
Член Спілки польських письменників (1945–1983, член Головної ради у 1980–1982), Польського ПЕН-клубу (з 1956), NSZZ «Solidarność» (1986–1991), Спілки польських письменників (1989, зам. -президент у 1990–1999 рр.). З 2008 року є головою журі премії Cogito Public Media Award у галузі художньої літератури. У 1995 році про поета знято документальний фільм під назвою Джулії Хартвіг режисера Адама Кулика за його сценарієм, а в 2003 році наступний під назвою Фрагменти побуту. Юлія Гартвіг (сценарій та реалізація: Ельжбета Роттермунд ). У 2009 році отримала звання почесного громадянина Любліна  і була лауреатом нагороди «Камінь», яку присуджували під час Люблінського фестивалю «Місто поезії» . Мешкала у Варшаві на вул. Marszałkowska у житловому кварталі, пізніше названому Будинком письменників  .
У 2014 році Х з’їзд Асоціації польських письменників обрав її почесним президентом Асоціації  . 25 жовтня 2014 року отримала поетичну премію ім. Віслава Шимборська за книгу «Врятовані»  .
У 2015 році Університет імені Адама Міцкевича в Познані присвоїв їй ступінь почесного доктора . Того ж року вона також стала дійсним членом Польської академії мистецтв і наук .
Вона померла 13 липня 2017 року в Гулдсборо  уві сні під час річного перебування зі своєю дочкою Даніелою Лехтінен у Пенсільванії  . 13 вересня 2017 року урну з її прахом поховали на Повонзькому кладовищі в могилі разом з її чоловіком Артуром Мєндзижецьким (1922–1996) (ділянка 3-2-18) .

## Творчість
- З недалеких подорожей (репортажі; LSW 1954)
- Прощання (поезії; Читач 1956)
- Яс і Мальгося (казка для дітей; разом з Артуром Міędzyrzeckim; прем'єра в Театрі Комедії 1961; Видання у публікації під назвою Казки за заслонами, Центральний Методичний Центр Поширення Культури 1972, разом з текстом Александра Рімкевіча)
- Перші пригоди Позьомки (дитячий твір; разом з Артуром Мєндзижецьким; Наша бібліотека 1961; як Пригоди Позьомки: Наша книгарня 1967)
- Томцьо Палух (казка для дітей; в команді з Артуром Мєндзижецьким; прем'єра в Театрі Комедії 1962)
- Apollinaire (монографія; PIW 1962, 1964, 1972; перевод чеш. Odeon 1966, перевод угорський: Gondolat 1968, перевод французький: Mercure de France 1972)
- Пан Нобо. Дальші пригоди Позьомки (дитячий твір; разом з Артуром Мєндзижецьким; Наша бібліотека 1964; як Пригоди Позьомки: Наша библиотека 1967 року)
- Великий погон (роман для молоді; разом з Артуром Мєндзижецьким; Наша бібліотека 1969)
- Вільні руки (поезії; ПІВ 1969)
- Згуба Міхалька (казка для дітей; Наша книжка 1969)
- Двоїстість (поезії; Читач 1971)
- Герард де Нерваль (монографія; PIW 1972)
- Спостерігання (поезії; Читач 1978)
- Час зупинення (поетичні мініатюри; Літерацьке видання 1980, ISBN 83-08-00323-0)
- Американський щоденник (нариси; Національний видавчий інститут 1980, ISBN 83-06-00407-8)
- Вибір віршів (Читач 1981,  ISBN 83-07-00241-9)
- Вибрані поезії (серія: "Biblioteka Poetów"; LSW 1983, ISBN 83-205-3515-8)
- Відчуження (поези; читач 1987,  ISBN 83-07-01608-8)
- Почуття (поезія; Знак 1992,  ISBN 83-7006-031-5)
- Железова вола (фото: Edward Hartwig, Ewa Hartwig-Fijałkowska, текст: Julia Hartwig; Voyager 1993,  ISBN 83-85496-19-X)
- До того, як зеленість завадить (вибір поезії; Знак 1995, ISBN 83-7006-326-8)
- Як довго триватимуть старі імена (Задумайтеся: Дещо інше 1996)
- Легшим голосом: вірші з різних років (Bis 1998,  ISBN 83-87082-43-0)
- Побачене (поезія; a5 1999,  ISBN 83-85568-40-9)
- Минає форма світу (вибір поезії; Прошінський і С-ка 1999,  ISBN 83-7180-448-2)
- Завжди знову: 100 віршів (вибір поезії; Ваш стиль 1999, ISBN 83-7163-147-2)
- Вибір віршів (серия: "Złota kolekcja Poezji Polskiej"; Державний видавчий інститут 2000, ISBN 83-06-02758-2) ISBN 83-06-02758-2
- Завжди повернення - подорожні щоденники (Sic! 2001, ISBN 83-86056-77-0; видання 2 виправлено як Завжди повернення. З щоденників подорожі. ISBN 83-88807-75-7
- Не існує відповіді. (поезій; Sic! 2001,  ISBN 83-86056-98-3)
- П'ять віршів (Видавництво університету Марії Кюрі-Складовська 2002,  ISBN 83-227-1898-5)
- Американські вірші (Sic! 2002,  ISBN 83-88807-05-6)
- Блиски (поези; Sic! 2002,  ISBN 83-88807-21-8)
- Не тільки з собою. Поеми прозою (з дискам CD, з голосом поетеси; Sic! 2003, ISBN 83-88-80732-2 Помилка параметра в {{ISBN}}: контрольна сума)
- Без прощання (поезій; Sic! 2004, ISBN 83-88807-60-9; Номінація в Сільський літаратурний Ваврен, лютий 2005)
- Напис біля вікна (фельєтони; Бібліотека "В зв'язку" [No 156] 2004,  ISBN 83-88032-67-4)
- В обіймах світу (вибір поезії; Anagram 2004, ISBN 83-86-08670-7 Помилка параметра в {{ISBN}}: контрольна сума)
- Впевненість та блиски (поезії та проза поетична; Sic! 2004, ISBN 83-88807-45-5)
- Обранці долі (оповідання; Sic! 2006,  ISBN 83-88807-99-4)
- Дякуємо за гостинність (Слово/зображення територія 2006,  ISBN 978-83-7453-707-0)
- Це повернеться (Sic! 2007, ISBN 978-83-60457-44-3)
- Треті блиски (Sic! 2008, ISBN 978-83-60457-59-7)
- Ясне неясне (поезії; a5 2009, ISBN 978-83-61298-18-2)
- Вибрані вірші (вибір поезії; а5 2010, ISBN 978-83-61298-23-6)
- Горкі жалоби (поези; a5 2011,  ISBN 978-83-61298-30-4)
- Повернення (поезії; Центр "Брама Гродзка-Театр NN" 2011,  ISBN 978-83-61064-24-4)
- Записане (a5, 2013, ISBN 978-83-61298-54-0)
- Побачене (a5, 2016,  ISBN 978-83-61298-94-6)

## Переклади (вибірка)
- Ельза Тріолет, Коханцці з Авгінону і інші історії (Читач 1949)
- Люї Арагон, Комуністи т. I-V (заголовне переклад; Читач 1950-1951)
- Теофіл Гаутьє (син), Пригоди барона Мюнххаусена (ілюстратор. Густав Доре; Книга і знання 1951, Артистичне і кіновидавництво 1991, ISBN 83-221-0569-X)
- Жан Марценач, Чарівність сатани (Книга і знання 1951)
- Деніс Дідерот, Вибір філософських книг (з Джуліаном Рогозиньським; Державний видавчий інститут 1953; Де Агостині Польща 2003,  ISBN 83-7316-116-3ISBN 83-7316-000-0)
- Жан-ле Ронд д'Алемерт, Вступ до енциклопедії (серия: Бібліотека Класик філософії; вступ і припис та припіски наданий Тадеюсом Котарбінським; Польська академія наук, Філософський комітет; Державне наукове видання 1954)
- Блейз Цендрорс, Поезія (з Адамом Важиком, Державний видавчий інститут 1962)
- Guillaume Apollinaire, Поет вбитий (з Артуром Міжміржецьким; Літерацьке издательство 1966, 1976, 1993, ISBN 83-08-02485-8)
- Клод Рой, Красива квітка (Наша книжка 1968)
- Я - інший. Корреспонденція Артура Рімбуда  (з Артуром Мєндзижецьким; вибір і переклад; Читач 1970)
- Жюль Супервієль, Краса з лісу (Феєрія в трьох актах) (Діалог No 4-5/1972)
- Guillaume Apollinaire, Нові переклади (з Артуром Мєндзижецьким; Літерацьке видання 1973)
- Guillaume Apollinaire, Лісти до Мадлен (також автор уводу; Літерацьке видання 1974, 1977)
- Блейз Цендрорс, Поезії, обрані (з Адамом Важиком, Народна спільна видавська кооперація 1977)
- Guillaume Apollinaire, Песня нелюбимого і інші вірші (переклад, розробка і передмова; разом з Артуром Мєндзижецьким; Literatkowe Wydawnictwo, 1994,  ISBN 83-08-02548-X)
- Маріанна Мур, Вибрані вірші (з Людмілою Мар'янською; обрала і попереджала Людміла Мар'янська; Державний видавчий інститут 1980, ISBN 83-06-00387-X)
- Переписка Фрідерика Шопіна з Джорджем Санд і її дітьми [і/II] (всего французькі тексти; опрацовка Крістин Кобілаńська; Державний видавчий інститут 1981,  ISBN 83-06-00326-8 [2 с.])
- Макс Якоб, Поеми прозою (вибір, переклад і слова; переклад разом з Адамом Важиком; Літерацькое издательство 1983, ISBN 83-08-00657-4)
- Роберт Блі, Ідучи через Огайо та інші вірші (вибір, вступ і переклад; Державний видавчий інститут 1985,  ISBN 83-06-01263-1)
- П'єр Реверді, Вибрані поезії (переклад, вибір і вступ; Національний видавчий інститут 1986,  ISBN 83-06-01346-8)
- Guillaume Apollinaire, Любовні вірші (з Артуром Мєндзижецьким; Pavo 1992,  ISBN 83-900340-2-6)
- Оспівую сучасну людину. Антологія американської поезії: американські вірші від Поега, Уитмана і Емілі Дікінсон до поетів сьогодні (вибір і переклад; разом з Артуром Мєндзижецьким; перекладення, серед інших, Станіслав Баранчак; RePrint, Res Publica 1992,  ISBN 83-85343-25-3)
- Allen Ginsberg, Друзі з цього світу (з Артуром Мєндзижецьким, Андреєм Шубою і П'єтром Сомером; 1993, ISBN 83-85541-93-4)
- Gottfried August Bürger, Пригоди барона Мюнххаусена (ілюстратор Elzbieta Smіetanka-Combik; Kalliope 1996, ISBN 83-85549-46-3)
- Guillaume Apollinaire, вірші і любовні листи (вибір і вступ Анна Янко; перевод. колектив; Prosszyński і S-ka 1998, ISBN 83-7180-358-3)
- Дикі персики: Антологія американських поетів (авторка вибору; переклад Юлія Хартвіг, Станіслав Баранчак і ін.; Sic! 2003,  ISBN 83-88807-26-9)
- Євген Делакруа, що з'являється в "Діапорі". Ч. 1 (1822-1853) (з Джоанною Гузе; Слово/Образ території 2003,  ISBN 83-89405-46-6)
- Henri Michaux, Сеанс з мішком та інші поради та попередження (вибір, переклад і слова; Sic! 2004,  ISBN 83-88807-40-4)
- Sylvia Plath, Поезії вибрані (з Яном Ростворським і Терезою Трусковською; редакція 2 змінено; Літерацьке видання 2004, ISBN 83-08-03583-3)
- Вільям Карлос Вільямс, Запізнився співак, "Бюро літерацьке", Вроцлав 2009

## Дослідження та інші редакторські роботи
- Отто Аксер (автор вступу; Wydawnictwo Artystyczne i Filmowe 1978)
- Едвард Хартвіг, Фотографічні теми (автор вступу; Wydawnictwo Artystyczne i Filmowe 1978)
- Ромен Роллан, Колас Брюньйон: чесна людина все ще жива (автор дослідження; переклад із Брата Францішека Мірандоли ; Національний видавничий інститут 1983, 1987,ISBN 83-06-00994-0 ; Wydawnictwo Dolnośląskie 1993,ISBN 83-7023-229-9 )
- Едвард Гартвіг, Wierzby (автор вступу; Sport and Tourism 1989)
- Едвард Гартвіг, Люблін і околиці: мемуари (автор вступу; Видавництво університету Марії Кюрі-Склодовської 1997,ISBN 83-227-0938-2 )
- Edward Hartwig, Mój Kazimierz (автор вступу; Видавництво університету Марії Кюрі-Склодовської, 1998 р.,ISBN 83-227-1193-X )
- Артюр Рембо, Сезон у пеклі; Освітлення (переклад Артура Мєндзижецького, вступ Юлії Гартвіг; Prószyński i S-ka 1998, 1999,ISBN 83-7180-802-X )
- Ян Сохонь, Речення, коми, крапки... (автор післямови; W Drodze 1998,ISBN 83-7033-322-2 )
- Lenta Główczewska, Нью-Йорк: картки з мегаполісу 1983-2002 (автор передмови; Fundacja Zeszytów Literackich 2004,ISBN 83-917979-6-1 )

## Гартвіг у піснях
- 2005: Гжегож Турнау 11:11 – текст пісні "Не лягаймо спати"

## Ордени та нагороди
- Великий хрест Ордена Відродження Польщі (за розпорядженням президента Броніслава Коморовського від 20 квітня 2011 р. «на знак визнання заслуг у справі незалежності та демократичних змін у Польщі, за заслуги перед польською культурою та досягнення у творчості» [15] ) прикрашена 3 травня того ж року під час урочистостей у Королівському замку з нагоди Національного дня 3 травня [16] )
- Офіцерський хрест ордена Відродження Польщі (1997) [17]
- Золота медаль «За заслуги перед культурою Gloria Artis» (2005) [18]
- Офіцерський хрест ордена Почесного легіону (2016) [19]
- Лицарський хрест ордена Почесного легіону (2007) [20]

## Інші нагороди та відзнаки
- Премія ЗАіКС (1976)
- Фонд d'Hautvilliers "Prix de Traduction" (Франція, 1978)
- Премія польського ПЕН-клубу (1979, 1997)
- Літературна премія ім Юржиковський (США, 1981)
- Премія Торнтона Уайлдера (США, 1986)
- Премія ім Георг Тракл (Австрія, 1991)
- Відзнака Міністра культури за життєві заслуги (2001)
- Премія Фонду Владислава та Нелли Туржанських (2004)
- Літературна премія імені Владислава Реймонта (2006) [21]
- Гран-прі Фонду культури
- Премія польського ПЕН-клубу імені Яна Парандовського (2009) [22]
- Шість разів номінувалася на літературну премію Nike [23] (2000 за Widokone, 2002 фіналіст премії за Nie ma odpowiedzi, 2003 фіналіст премії за Błyski, 2005 за Bez pożegnania, 2010 фіналіст премії за Jasne, niejasne, 2012 за Gorzkie żale)
- двічі номінований на поетичну премію. К І. Gałczyński – Орфей (2012 [24] і 2014 [25] )
- «Діло життя» за життєві досягнення в 12-му випуску Норвідської премії (2013)
- Поетична премія імені Віслави Шимборської (2014)
- Зірка на Алеї літературних зірок у Міській публічній бібліотеці в Мінську-Мазовецькому (2014)

## Вшанування пам'яті
- Біля входу в кав’ярню Nowa Prowincja у Кракові з березня 2014 року стоїть поетичний домофон, на якому можна відтворити запис, як поетеса читає власний вірш [26] [27] [28].
- Пам’ятна дошка на будинку по вул. Маршалковська 68/70 (з сторони ul. ks. I. Skorupki) у Варшаві, де вона мешкала, відкрита у 2021 році [29] .